# سایپا آریا
سایپا آریا یک خودروی شاسی بلند کراس‌اوور توسعه‌یافته از شرکت خودروسازی سایپا می‌باشد. این خودرو به همراه ری‌را نخستین خودروهای کراس‌اوور ساخت ایران هستند و برای تولید انبوه در کشور، برنامه‌ریزی‌هایی برای تولید آن بر روی پلتفرم SP100 سایپا صورت گرفته است. پروژه طراحی و ساخت این خودرو از سال ۱۳۹۹ آغاز و درنهایت در سال ۱۴۰۱ برای نخستین بار رونمایی شد. قرار است تولید این خودرو در سال ۱۴۰۴ آغاز شود.

## طراحی
نخستین کراس‌اوور ایران روی سکو سایپا شاهین توسعه یافته‌است که این سکو از پلت‌فرم بی تویوتا که در خودروهایی چون تویوتا بلتا و تویوتا یاریس ایکس‌پی۹۰ استفاده شده، ریشه گرفته‌است. اطلاعات آن خودرو، از طریق شرکت‌های چینی به‌دست سایپا رسید و این شرکت، بعدها مدعی شد که این سکو را توسعه داده‌است.

## ویژگی‌های فنی

### موتور
طبق اعلام سایپا، این خودرو از یک موتور چهارسیلندر خطی با حجم ۲٫۰ لیتر و مجهز به فناوری تزریق مستقیم بنزین (GDI) با کد 4J20V بهره خواهد برد که توانایی تولید ۱۵۰ اسب بخار قدرت و ۲۰۴ نیوتن متر گشتاور را دارد. گفتنی است که این موتور تحت لیسانس شرکت میتسوبیشی می‌باشد.

### آفرود
این خودرو که دومین خودرو کراس‌اوور ایرانی شمرده می‌شود، بلندی بیشتری از کراس‌های معمول دارد؛ اما توانایی آفرود را ندارد.

## ایمنی
سایپا ادعا کرده‌است که این خودرو می‌تواند سه ستارهٔ ایمنی سازمان یورو ان‌سی‌ای‌پی را به دست آورد.